# Jay-Z
Shawn Corey Carter (Brooklyn, Nueva York, 4 de diciembre de 1969), más conocido por su nombre artístico Jay-Z (estilizado como JAY-Z), es un rapero, productor, empresario y actor estadounidense. Es uno de los artistas de hip-hop más exitosos económicamente en Estados Unidos y mundialmente, y posee un patrimonio neto de más de US$2.500 millones en 2024.
Ha vendido aproximadamente 75 millones de álbumes en todo el mundo, y ha recibido 83 nominaciones a los premios Grammy por su trabajo musical, convirtiéndolo en el músico más nominado en la historia de esos premios, de las cuales ha ganado 23. Es considerado como uno de los mejores raperos de todos los tiempos. Clasificó como número uno de la controvertida lista de The Greatest MCs of All-Time elaborada por la cadena de televisión MTV en 2006. Tres de sus álbumes, Reasonable Doubt (1996), The Blueprint (2001) y The Black Album (2003), se consideran hitos en el género y los tres clasifican en la lista de los 500 mejores álbumes de todos los tiempos de la revista Rolling Stone, quien también lo calificó como el 88.º mejor artista de los 100 mejores artistas de todos los tiempos.
Como empresario e inversionista, es copropietario del 40/40 Club, es uno de los dueños de la franquicia de baloncesto los Brooklyn Nets de la NBA y es también el creador de la línea de ropa Rocawear. Es también el ex CEO de Def Jam Recordings, uno de los tres fundadores de Roc-A-Fella Records, y el fundador de Roc Nation. Como artista, tiene el récord de la mayoría de los álbumes número uno por un artista en solitario en el Billboard 200 con 14, solo detrás de The Beatles con 19. También tuvo cuatro números uno en el Billboard Hot 100, uno de ellos como artista principal.
Se casó con la cantante Beyoncé, el 4 de abril de 2008. El 11 de diciembre de 2009, fue catalogado como el décimo artista más exitoso de la década de 2000 por Billboard.
Fue reconocido como el rapero más rico del mundo en una exclusiva lista creada por la revista Forbes. Además, fue el primero en una lista de los raperos más ricos en 2010, ingresando más del doble que el que obtuvo el segundo lugar, Sean Diddy Combs. Se ha convertido en el primer rapero en obtener el estatus de billonario en el año 2019 según la prestigiosa revista Forbes y se mantuvo como el rapero más rico y mejor pago del mundo hasta el año 2020, cuando fue superado por su colega Kanye West. Se estima que su fortuna sobrepasa los US$1400 millones.[cita requerida]

## Primeros años
Nació el 4 de diciembre de 1969, originario de Marcy Houses, un proyecto de vivienda en el Bedford-Stuyvesant barrio de Brooklyn en Nueva York. Fue abandonado por su padre y en 1982, le disparó a su hermano en el hombro por el robo de sus joyas. Asistió a la Escuela Eli Whitney, en Brooklyn, junto con el también futuro rapero AZ, hasta que fue cerrada. Después de haber asistido a la George Westinghouse y Carrera Escuela de Educación Secundaria Técnica en el Downtown de Brooklyn, con los futuros raperos y compañeros The Notorious B.I.G. y Busta Rhymes, y la Trenton Central High School en Trenton, Nueva Jersey, no se graduó. En su música hace comúnmente referencias a haber estado involucrado en la venta de crack.
Según su madre, Gloria Carter, despertaba a sus hermanos por la noche golpeando la mesa de la cocina llevando a cabo patrones de batería. Finalmente, esta le compró un Boom-box para su cumpleaños, lo que despertó su interés por la música. Empezó improvisando, escribiendo letras, y siguió la música de muchos artistas populares de la época. En su barrio, era conocido como «Jazzy», un apodo que transformó finalmente una vez entró en el mundo del espectáculo en su nombre artístico, «Jay-Z». El apodo es también un homenaje a su mentor musical, Jaz-O, así como a las líneas de metro J/Z, que tienen una parada en Marcy Avenue en Brooklyn. Más adelante, en julio del 2013 estilizaría su nombre a «Jay Z», removiendo el característico guion del nombre.

### Inicios de su carrera
Se le puede escuchar brevemente en varias de las primeras grabaciones de Jaz-O en la década de 1980 y principios de 1990, incluyendo The Originators y Hawaiian Sophie. También participó y ganó varias batallas con el rapero LL Cool J en los años 90 como parte de su plan para conseguir un contrato discográfico. Se dio a conocer a un público más amplio ante el que se presentó, aunque no destacablemente, en el tema Show and Prove en el álbum de 1994, Daddy's Home, del rapero Big Daddy Kane. Hizo una aparición en una canción popular de Big L titulada Da Graveyard y en Time to Build de Mic Geronimo, que también contó con las primeras apariciones de DMX y de Ja Rule, en 1995. Su primer sencillo oficial de rap fue titulado I Cant Get With That, el cual se publicitó mediante el correspondiente vídeo musical.

## Trabajo comercial

### 1995–1997:Reasonable DoubtyIn My Lifetime, Vol. 1
Ya que ningún sello discográfico le concedió un contrato de grabación, creó Roc-A-Fella Records como su propio sello independiente. Tras de un contrato con Priority para distribuir su material, lanzó en 1996 su primer álbum, Reasonable Doubt, con producciones de DJ Premier y Clark Kent, y colaboraciones de The Notorious B.I.G. Aunque el disco no vendió mucho el primer año (420.000 unidades), recibió críticas positivas.
Tras alcanzar un nuevo contrato de distribución con Def Jam, publicó su segundo álbum de estudio, In My Lifetime, Vol. 1. Producido por Sean «P. Diddy» Combs, que vendió mucho más que su primer trabajo, aunque el rapero más tarde explicaría que este fue uno de los peores periodos de su vida, debido a la muerte de su amigo The Notorious B.I.G. y a que muchos admiradores le comenzaban a tachar de comercial a causa de las producciones de este disco. Sin embargo, dos de los productores que trabajaron con él en In My Lifetime, Vol. 1 también lo hicieron en Reasonable Doubt, y no eran otros que DJ Premier y Ski. Mencionó en el programa CenterStage with Michael Kay de YES Network que el álbum se pudo convertir en un clásico si no fuera por la inclusión de varios temas que lo arruinaron. Se especula que con ello se refería a las canciones I Know What Girls Like y (Always Be My) Sunshine, ambas producidas por Bad Boy Records y criticadas por su sonido comercial.

### 1998–2000:Vol. 2... Hard Knock Life, cargos penales y éxito mainstream
En Vol. 2... Hard Knock Life de 1998 se incluía su sencillo de mayor éxito hasta la fecha, Hard Knock Life (Ghetto Anthem). En este álbum siguió confiando en los productores de moda, que por entonces eran Swizz Beatz y Timbaland. Otros sencillos como Can I Get A... con Ja Rule, Money, Cash, Hoes con DMX y Jigga What, Jigga Who, también tuvieron éxito. Vol. 2... Hard Knock Life se convertiría en su álbum más exitoso, siendo 5x platino en Estados Unidos y vendiendo 8 millones de copias en todo el mundo.
En 1999, lanzó Vol. 3... Life and Times of S. Carter. A pesar de la crítica continuada por su sonido cada vez más comercial y orientado al pop, el álbum demostró ser un éxito siendo triple platino y vendiendo 5.6 millones de copias en todo el mundo. Vol. 3 es recordado por el éxito Big Pimpin en colaboración con el grupo UGK, compuesto por los raperos Bun B y Pimp C. Sujeto de muchas críticas, alabanzas, popularidad, condenas y discusiones, comenzó a producir las carreras musicales de otros artistas. Sobre el año 2000, junto con Damon Dash, fichó a varios raperos como Beanie Sigel y Freeway y comenzó a introducirlos al público. Más tarde, apareció en el álbum The Dynasty: Roc La Familia, una compilación que servía para presentar a los nuevos artistas aunque el álbum se publicara bajo el nombre de Jay Z para reforzar el reconocimiento comercial y, del mismo modo, las ventas.

### 2001–02: Rivalidad con raperos,The Blueprint1 y 2
En 2001, habló en contra de Prodigy después de que asumiera un problema con una línea de Jay Z del tema «Money, Cash, Hoes» que él sentía eran insultos subliminales a Mobb Deep y referencias a la confrontación entre Mobb Deep con Tupac Shakur, Snoop Dogg, y Death Row Records. Más tarde interpretó la canción «Takeover», en el Summer Jam 2001, que inicialmente atacaba a Prodigy y reveló fotos de estos vestidos como Michael Jackson. Una línea al final del tema hace referencia a Nas, quien lo criticó en «We Will Survive», quien espondió con una pista de diss llamada «Ether», y casi al instante, Jay Z añadió un verso más a «Takeover», que insulta a Nas e iniciaría una pelea entre los dos raperos. Más tarde lanzó su sexto álbum de estudio The Blueprint que a la postre fue considerado por muchos como uno de los álbumes más «clásicos» del hip hop, y recibió el codiciado 5 Mic Review de la revista The Source. Publicado durante el velatorio de los ataques del 11 de septiembre, logró debutar en el número uno en el Billboard 200, vendiendo más de 427.000 unidades en la primera semana de lanzamiento, aunque su éxito fue eclipsado por el trágico suceso. The Blueprint, escrito en sólo dos días, ha sido certificado 2x Platino en Estados Unidos y fue aplaudido por su producción y el equilibrio de «mainstream» y el rap «hardcore», recibiendo el reconocimiento de ambos públicos. Eminem fue el único rapero invitado en el álbum, produciendo y rapeando en la canción «Renegade». Cuatro de los trece temas del disco fueron producidos por Kanye West y representa uno de los primeros grandes saltos de West en la industria. El álbum incluye las canciones «Izzo (HOVA)», «Girls, Girls, Girls», «Jigga That Nigga» y «Song Cry». Su siguiente álbum en solitario fue The Blueprint 2: The Gift & the Curse en el 2002, un álbum doble que debutó en el Billboard 200 en el número uno, vendiendo más de 3 millones de unidades sólo en los EE. UU. y superando a The Blueprint. Más tarde fue reeditado en una versión de un solo disco, The Blueprint 2.1, que conservó la mitad de las pistas de la original. El álbum tuvo dos sencillos de éxito, «Excuse Me Miss» junto al cantante y productor Pharrell Williams y «03 Bonnie & Clyde», que contó con Beyoncé, su futura esposa. «Guns & Roses», un tema con el cantante de rock Lenny Kravitz y «Hovi Baby» también fueron dos sencillos exitosos en la radio. El álbum también contenía los temas «A Dream», con Faith Evans y el fallecido The Notorious B.I.G., y «The Bounce», con Kanye West. The Blueprint 2.1 contiene temas que no aparecen en The Blueprint 2:. The Gift & the Curse, como «Stop», «La La La (Excuse Me Again)», «What They Gonna Do, Part II» y «Beware» producidos y con la colaboración de Panjabi MC.

#### Rivalidad con 2Pac
La disputa comenzó después de que Tupac fuera asaltado y le dispararan cinco veces en un estudio de Nueva York, acusando directamente a Bad Boy Records y a otros raperos autóctonos quienes, según él, estaban involucrados en el caso. Dos días más tarde, Tupac sería condenado por una supuesta violación a entre 1 y 4 años de cárcel. Jay Z y el resto de raperos de Nueva York siempre se declararon inocentes. El asunto parecía haberse calmado hasta que Tupac salió de la cárcel en enero de 1995. A partir de ese momento, este le dedicó canciones donde lo tilda de homosexual y de hawaiano, en relación con su tema Hawaian Sophie Fame. Pac insultó a Jay en canciones como Friendz, Bomb First/My Second Reply y la versión original de Hit Em Up. Este por el contrario siempre dijo que lo admiraba y que no tenía ningún problema con él, sin embargo respondió indirecta y sutilmente en la canción Brooklyn's Finest con Biggie en su álbum Reasonable Doubt. Trasla muerte de Tupac en septiembre de 1996, ha hablado públicamente acerca de su admiración por él y le ha hecho muchos homenajes y ceremonias, que según algunos, solo hizo por dinero.

#### Rivalidad con Nas
La rivalidad entre Nas y él comenzó tras una disputa de Nas con Memphis Bleek (protegido de Jay). El primer álbum de Bleek, Coming of Age, contenía una canción titulada Memphis Bleek Is, similar al sencillo Nas Is Like del propio Nas. En otra canción del mismo álbum, What You Think Of That con Jay Z, también se refiere a Nas. En venganza, Nastradamus, una canción del segundo álbum de 1999 de Nas, destaca una referencia a What You Think Of That. Memphis Bleek contraatacó en su nuevo álbum The Understanding LP, en el tema My Mind Right.
QB's Finest fue una compilación en la que aparecían Nas y un gran número de raperos de Queensbridge como Mobb Deep, Nature, Littles, The Bravehearts (grupo en el que se encontraba Jungle, el hermano pequeño de Nas) y Cormega, que recientemente se había reconciliado con Nas. En el disco también aparecían leyendas del hip hop de Queensbridge como Roxanne Shante, MC Shan y Marley Marl. Shan y Marley aparecieron en el sencillo principal Da Bridge 2001, basado en el tema The Bridge de Shan y Marley de 1986. En este tema también se incluía una respuesta de Nas hacia Bleek, nombrando a la mayor parte del roster de Roc-a-Fella Records, entre los que se incluían el propio Bleek, Damon Dash, Beanie Sigel y Jay Z.
Jay Z respondió a las canciones de Nas durante un concierto en Nueva York en 2001, presentando su canción Takeover. En un principio, la canción debía ser solo un 'diss' a Mobb Deep, nombrando a Nas solamente cerca del final del tema. Sin embargo, Nas grabó Stillmatic Freestyle, un tema que usaba el sample del Paid in Full de Eric B. & Rakim, en el que atacaba a Jay Z y al sello Roc-a-Fella. En el álbum The Blueprint de Jay Z de 2001, este reescribió Takeover, dedicando la mitad de la canción a Nas, diciéndole que «tiene un promedio de un buen álbum por cada diez años» (refiriéndose a Illmatic), que su 'flow' (cadencia a la hora de rapear) era flojo y débil, y que se había inventado su pasado como vendedor de drogas.
Nas respondió con Ether, tema que comienza con el sonido de unos disparos y unas voces repetidas clamando "Fuck Jay-Z" (tomado del Fuck Friends de 2Pac). En Ether, Nas acusa a Jay de robar letras de The Notorious B.I.G.. El tema fue incluido en el quinto álbum de Nas, Stillmatic, lanzado en diciembre de 2001. Stillmatic fue un álbum de reaparición críticamente aclamado, además de tener mucho éxito comercial, aunque no al nivel de It Was Written y I Am..., el álbum debutó el número 7 en las listas de Billboard e incluyó los sencillos Got Ur Self A... y One Mic. En términos comerciales, The Blueprint de Jay Z fue doble-platino mientras que Stillmatic fue platino.
Jay Z respondió a Ether con un freestyle titulado Supa Ugly, en el que entraba en detalles de como había mantenido relaciones sexuales con Carmen Bryan, madre de Destiny, la hija de Nas. En la emisora de radio de New York Hot 97, se realizó una votación comparando los 'disses' Ether y Supa Ugly, en la que ganó el segundo tema por 58% a 42%. En 2005, ambos raperos zanjaron la disputa haciendo las paces. Durante el concierto I Declare War - Power House de Jay, este anunció al público: "Es más grande que 'I Declare War' (yo declaró la guerra). Vamos, Esco". Nas entonces se unió al concierto y ambos cantaron juntos Dead Presidents, tema que Jay Z sampleó del The World is Yours de Nas.

### 2003–05:The Black Albuminicios de retiro y álbumes colaborativos

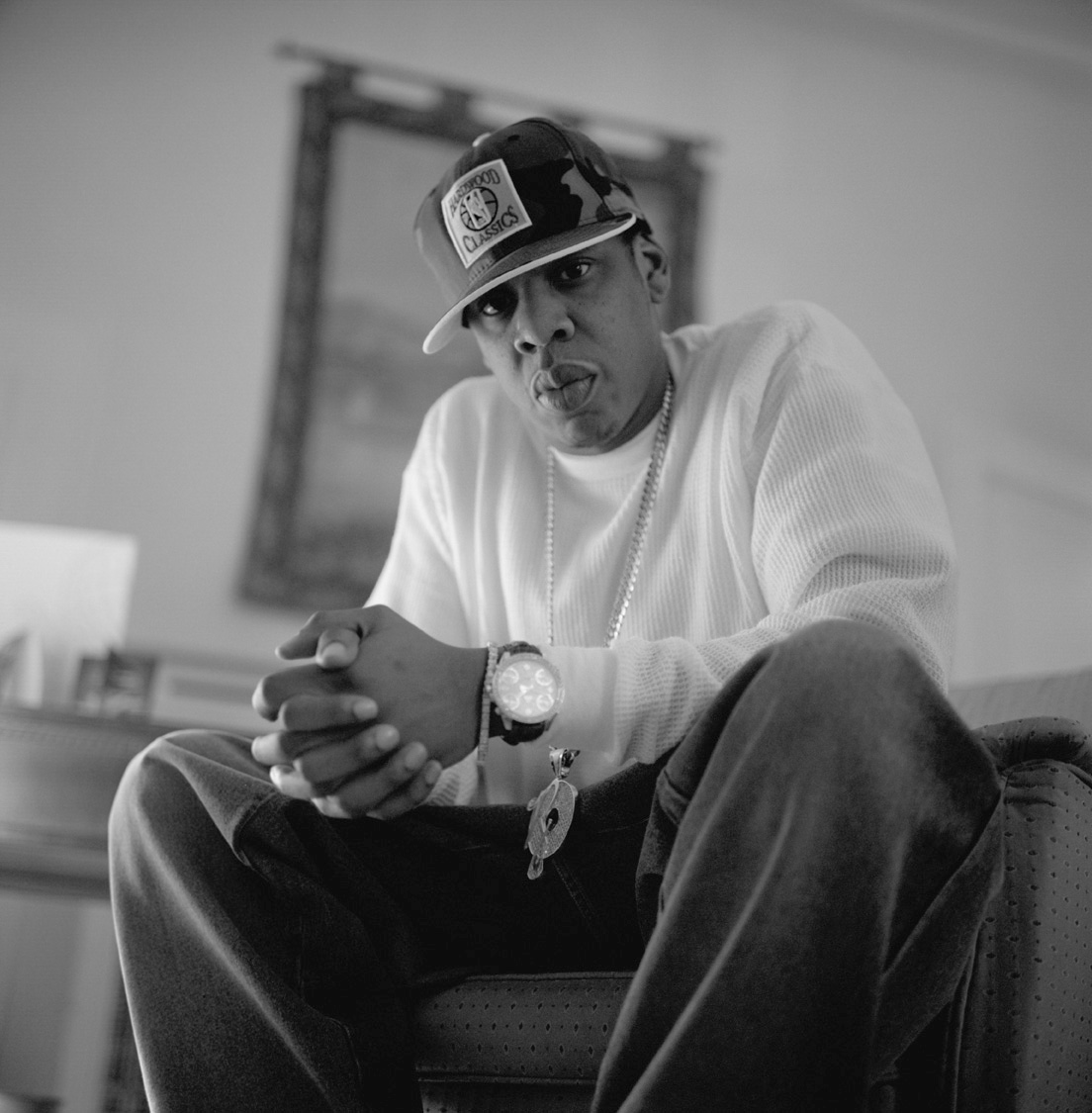
Jay Z en 2003.

Luego de retornar de un viaje al sur de Francia, Jay Z anunció estar trabajando en su octavo álbum de estudio, The Black Album en la apertura del primer 40/40 Club. Trabajó con varios productores de la talla de Just Blaze, The Neptunes, Kanye West, Timbaland, Eminem, DJ Quik, 9th Wonder, The Buchanans y Rick Rubin. Importantes canciones están incluidas en el álbum, como "What More Can I Say", "Dirt Off Your Shoulder", "Change Clothes" y "99 Problems". The Black Album ha vendido 3 millones de copias en U.S.A.. Más tarde Jay Z lanzaría con R. Kelly un álbum colaborativo de estudio llamado The Best Of Both Worlds.
El 25 de noviembre de 2003, Jay Z dio un concierto en el Madison Square Garden de Nueva York, el que sería su "fiesta de retirada". Los fondos recaudados fueron en su totalidad destinados a obras benéficas. Algunos artistas invitados fueron The Roots, Missy Elliott, Memphis Bleek, Beanie Sigel, Freeway, Mary J. Blige, Beyoncé, Twista, Ghostface Killah, Foxy Brown, Pharrell y R. Kelly, con especiales apariciones de Voletta Wallace (madre de The Notorious B.I.G.) y Afeni Shakur (madre de Tupac). Mientras Jay Z había atestiguado retirarse de hacer nuevos álbumes de estudio, varios proyectos paralelos y apariciones sucedieron de pronto. Se incluyen en estos un álbum un grandes éxitos, así como el lanzamiento y la gira de Unfinished Business, el segundo álbum de colaboración entre Jay Z y R. Kelly.
En el 2004 colaboró con el grupo de rock Linkin Park para lanzar lo que sería su EP colaborativo, Collision Course, el cual contiene "mashups" de canciones de ambos artistas además de un concierto en DVD. El único sencillo del álbum "Numb/Encore" ganó un Grammy por "Mejor Colaboración en una Canción Rap" y fue presentada por Linkin Park en vivo en los Grammys con la presentación especial de Sir Paul McCartney quien añadió versos de su tema "Yesterday". El EP ha vendido alrededor de 1 millón de copias en EE. UU.. Jay Z fue el productor ejecutivo del álbum The Rising Tied, el debut del grupo Fort Minor, grupo de Mike Shinoda de Linkin Park.
Más tarde en 2004, Jay Z fue nombrado Presidente de Def Jam Recordings, que llevó a Jay Z, Dash y Biggs vender sus intereses restantes en Roc-A-Fella Records y Jay Z tome control de ambas de las compañías. Al parecer este gran movimiento de la industria fue impulsado por los desacuerdos entre Jay Z y Dash en cuanto a qué dirección Roc-A-Fella podría emprender.

### 2005–07: "I Declare War",Kingdom ComeyAmerican Gangster
El 27 de octubre de 2005, Jay Z encabezó en Nueva York el concierto anual de Power 105.1, Powerhouse. El concierto se tituló "I Declare War" (Yo declaro la guerra) que conduce a una intensa especulación en las semanas anteriores al evento sobre a quién exactamente Jay Z declararía la guerra. Como anteriormente, ha "declarado la guerra" a otros artistas que toman lanzan insultos líricos a él en otros eventos, muchos creyeron que el espectáculo Powerhouse representaría un ataque total de Jay Z sobre sus rivales. El tema del concierto fue La posición de Jay Z como presidente y CEO de Def Jam, con un representación de lo que sería la Oficina Oval en el escenario. Muchos artistas hicieron presentaciones tales como la antigua lista de artistas de Roc-A-Fella Records, así como Ne-Yo, Teairra Marí, T.I., Young Jeezy, Akon, Kanye West, Paul Wall, The LOX, y Diddy. Al término del concierto, Jay Z puso muchos argumentos para descansar, para sorpresa de los fanes del hip-hop. La novedad más importante en este espectáculo fue el cierre de la tristemente célebre rivalidad en el hip hop entre Jay Z y Nas. Los dos ex rivales se estrecharon la mano y compartieron el escenario juntos para llevar a cabo "Dead Presidents" de Jay Z combinada con la canción de Nas "The World is Yours".
Jay Z lanzó el 21 de noviembre de 2006 su álbum de regreso, titulado Kingdom Come. El primer sencillo, Show Me What You Got, estaba disponible en Internet desde octubre, siendo un éxito en las listas y alcanzando la posición #8 en Hot 100. El álbum cuenta con la producción de Just Blaze, The Neptunes, Swizz Beatz, Timbaland, Kanye West, Cool & Dre, The Runners, Dr. Dre y Chris Martin de Coldplay, que además colabora en el tema "Beach Chair". El álbum debutó en su primera semana vendiendo 680.000 copias las cuales según Entertainment Weekly fue "las ventas más altas en la semana debut de toda la carrera de Jay Z" y lo sigue siendo hasta la fecha.
El álbum ha vendido 2 millones de copias en los EE. UU.
Jay Z lanzó el 6 de noviembre de 2007 su décimo álbum titulado American Gangster después de ver la película de mismo nombre dirigida por Ridley Scott, fue inspirado en gran medida a crear un nuevo "concepto" para el álbum que describe sus experiencias como un mafioso de la calle. El álbum no es la banda sonora oficial de la película, a pesar de que fue distribuida por Def Jam. American Gangster de Jay Z representa su vida en relación con la película American Gangster. El álbum ha vendido 1 millón de copias en los EE. UU. contando con los sencillos "Blue Magic" y "I Know", ambos con la colaboración del rapero y productor Pharrell Williams. El 24 de diciembre de 2007, Jay Z declaró que él no se quedaría en Def Jam como presidente de la compañía, y que dejó vacante el puesto a partir del 1 de enero de 2008.
Según los rumores The Dinasty Roc: La Familia 2 iba a salir en lugar de American Gangster, pero debido a su inspiración en esta película, Jay decidió dejar The Dinasty Roc: La Familia 2 para otra ocasión.

### 2008–2011:The Blueprint 3yWatch the Throne
Se anunció el 2 de febrero de 2008, que Jay Z sería el titular del Festival de Glastonbury 2008, convirtiéndose en el primer gran artista de hip hop en encabezar este festival británico. Los boletos se agotaron antes de la apertura. Uno de los críticos más francos de su selección fue Noel Gallagher de Oasis la fama, quien criticó a los organizadores del festival por situar la programación de Jay Z como cabeza de cartel para el festival, afirmando que "lo siento, por Jay Z. Pero no hay posibilidad. No sé al respecto. Pero yo no voy a aceptar hip hop en Glastonbury. Es un error ".

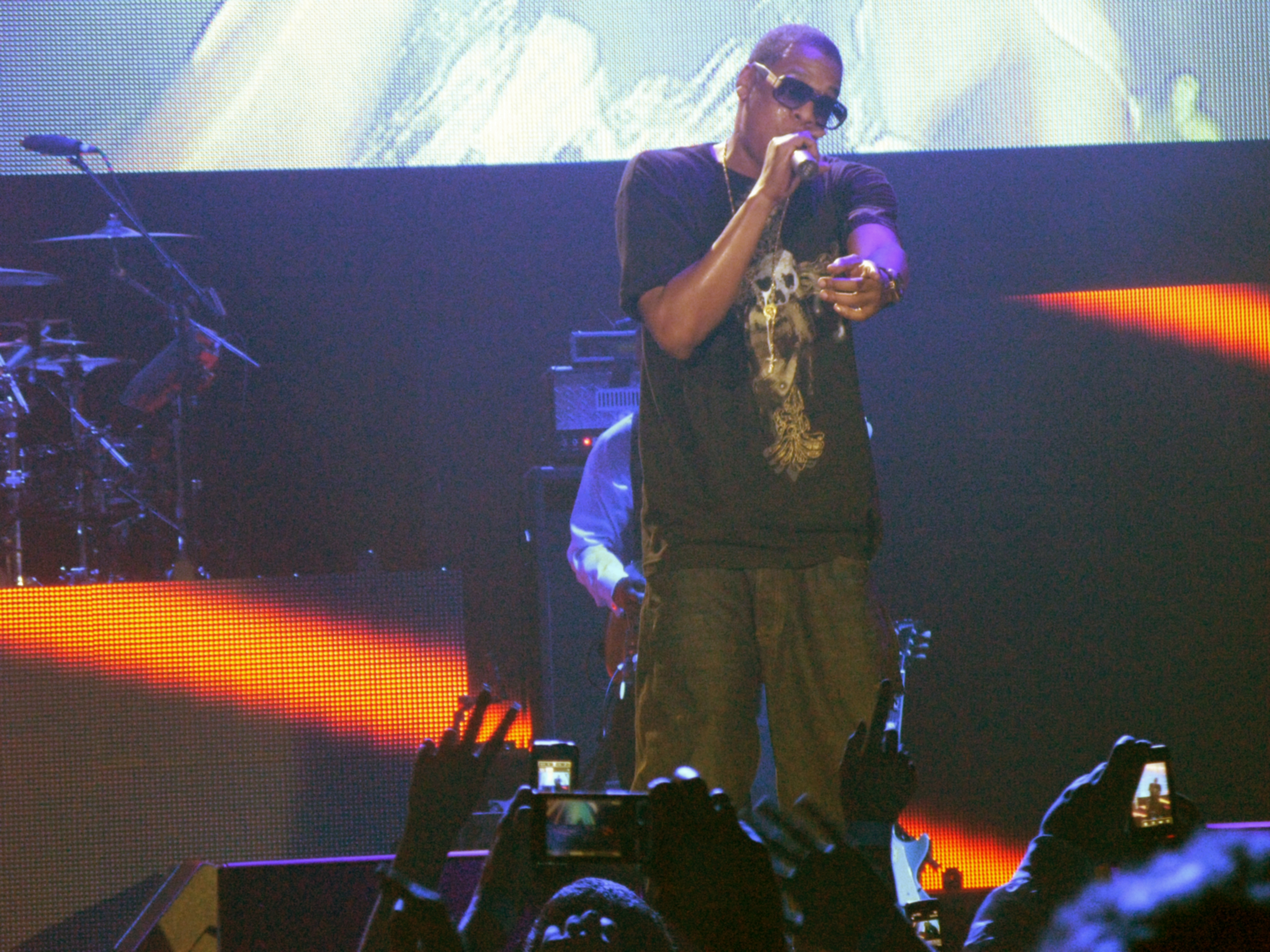
Jay Z durante su presentación en Glastonbury.

La controversia tuvo lugar en los meses previos al evento con artistas, promotores y aficionados de peso, tanto en favor como en contra. Jay Z respondió a esto diciendo, "No tocamos guitarras como Noel, pero el hip hop se ha puesto en su trabajo como cualquier otro tipo de música. Este espectáculo es simplemente una progresión natural. La música rap todavía está evolucionando. Tenemos respeto hacia otros géneros de la música". En respuesta a las críticas de Gallagher, Jay Z abrió su actuación en Glastonbury versionando Wonderwall, de la icónica banda Oasis.
También encabezó muchos otros festivales de verano en 2008, incluyendo Roskilde Festival en Dinamarca, Hove Festival en Noruega y O2 Wireless Festival en Londres. El 6 de agosto de 2008, durante el concierto de Kanye West en el Madison Square Garden, Jay -Z salió a interpretar una nueva canción, la cual aseguró que estaría en el del álbum The Blueprint 3.
El 21 de mayo de 2009, Jay Z anunció que iba a separarse de Def Jam y que había llegado a un acuerdo por varios millones de dólares para firmar un contrato con Live Nation, para crear su nuevo sello Roc Nation, que serviría como un sello discográfico y como compañía de publicación de música y también se asoció con el equipo de producción Stargate para empezar un sello discográfico llamado StarRoc.
Originalmente estaba previsto que el nuevo álbum, The Blueprint 3, fuera lanzado el 11 de septiembre de 2009, pero acabó siendo publicado (en América del Norte) el 8 de septiembre de 2009 debido a la creciente anticipación. Su lanzamiento internacional siguió el 14 de septiembre. Es su álbum número 11 en llegar a número 1 en el Billboard 200 y superando el récord anterior de Elvis Presley y convirtiéndolo en el poseedor del actual.
El 9 de octubre de 2009, Jay Z inició su gira de The Blueprint 3.

En junio de 2010, Eminem y Jay Z anunciaron que llevarían a cabo juntos un par de conciertos en Detroit y Nueva York. El evento se denominó The Home & Home Tour. Las entradas a los dos primeros se vendieron rápidamente, lo que provocó la programación de un concierto adicional en cada localidad. Jay también subió al escenario durante la actuación de U2 de Sunday Bloody Sunday y en Auckland también se unió a la banda para una presentación de Scarlet, cantando algunas líneas de su canción, Historia. 

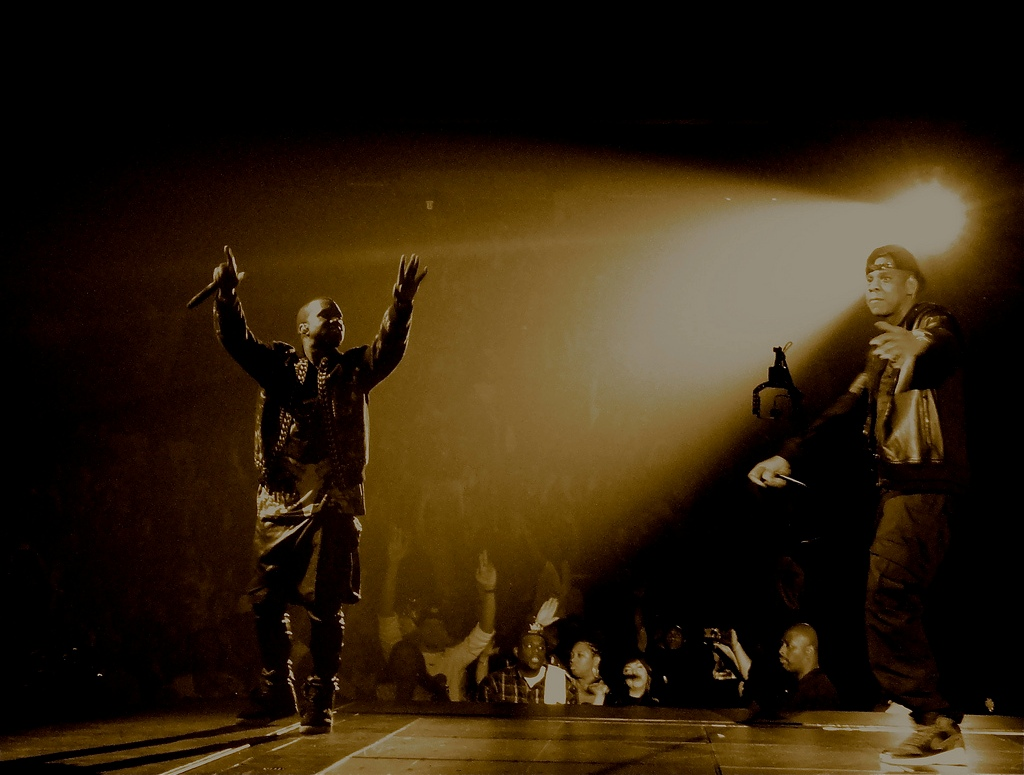
Jay Z & Kanye West presentándose vivo en Greensboro durante su tour Watch the Throne, 2011.

 En agosto de 2010, se reveló que Jay Z y Kanye West estaban colaborando en la creación de un EP de cinco temas titulado Watch The Throne. Revelándose más tarde por el mismo West que el proyecto se había convertido en un LP de larga duración. Las sesiones de grabación del álbum comenzaron en noviembre del mismo año y se llevaron a cabo en distintos lugares. El primer sencillo lanzado para el proyecto era "H•A•M". La canción fue coproducida por Lex Luger y por West. La pista terminó apareciendo en la edición de lujo del álbum. El sencillo Otis se estrenó en el programa de radio de Hot97 de Funkmaster Flex y estaba accesible a través de la tienda iTunes Store once días más tarde. La existencia de la canción, junto con varias otras pistas del álbum, fue confirmada durante una sesión de escucha, organizada por Jay Z. El álbum fue lanzado por primera vez en la iTunes Store, cinco días antes de ser lanzado en formato físico, una estrategia que Jay Z dijo más tarde haber empleado para evitar posibles casos de piratería. Debutó en el #1 en iTunes Store en 23 países. También rompió el récord de Coldplay de la mayoría de discos vendidos en una semana en la tienda en línea, siendo la venta de 290,000 ejemplares solo en iTunes. El álbum mantuvo el récord hasta que Tha Carter IV de Lil Wayne fue puesto en libertad veintiún días más tarde, batiendo el récord solo por 10 000 copias más. Se estrenó en los EE. UU. Billboard 200 en el número 1, vendiendo 436.000 copias (sumando las físicas y las digitales) en su primera semana. El álbum recibió críticas generalmente positivas. Jay Z y Kanye más tarde ofrecieron una actuación sorpresa de Otis en los 2011 MTV Video Music Awards. En abril de 2011, Jay Z lanzó un blog como el sitio web de estilo de vida con el nombre Life + Times. Abarca todo, desde música y moda hasta tecnología o deportes. El sitio está basado en los intereses de Jay Z, quien trabaja con un pequeño equipo para crear su contenido.

### 2012–2013:Magna Carta... Holy Graily otros proyectos

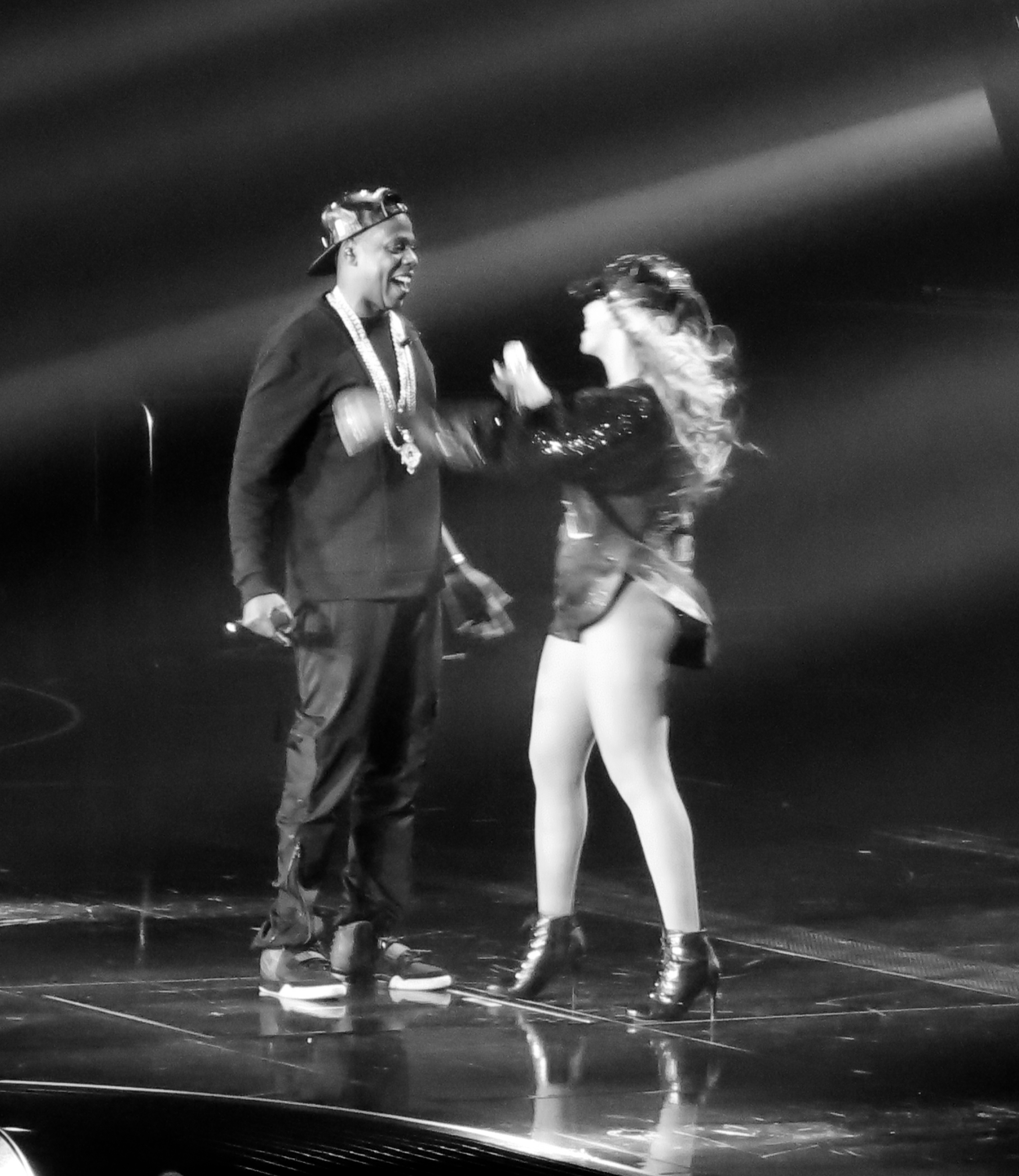
Jay Z abraza a su esposa Beyoncé después de su interpretación de "Tom Ford" en el The Mrs. Carter Show World Tour 2013.

Jay Z colaboró con M.I.A. en el sencillo "XXXO", que alcanzó un nivel razonable de éxito y pasó a ser remezclado por varios productores de todo el mundo.
En mayo del 2012, Jay Z y el alcalde de Filadelfia, Michael Nutter, anunciaron que Jay Z será el curador y el cabeza de cartel para el primer festival "Budweiser Made in America" en Fairmount Park en Filadelfia el 1.º y 2 de septiembre de 2012. La presentación será producida por Live Nation y juntará una formación ecléctica de "rock, hip hop, R&B, música latina y dance". Jay Z y Rihanna han de ser los dos principales actos como cabeza de cartel para el festival de música de la BBC Radio 1 titulado "2012 Hackney Weekend" realizados el 23 y 24 de junio. Jay Z abrió su set con una aparición de Rihanna, que interpretaron "Run This Town". El 6 de septiembre, "Clique" fue lanzado, un sencillo para el álbum "Cruel Summer", de la discográfica GOOD Music. Kanye West y Big Sean protagonizan el tema junto a Jay Z.
Jay Z tomó el metro hasta su show en el cual se agotaron las entradas en el Barclays Center de Brooklyn el 6 de octubre de 2012. El 12 de noviembre de 2012 Coldplay anunció que van a estar tocando con Jay Z en el Barclays Center el 31 de diciembre.
El 23 de septiembre de 2010, Q-Tip confirmó que trabaja en el seguimiento del álbum de The Blueprint 3 de Jay Z, diciendo que el álbum iba a llegar a las tiendas en la primavera de 2011. El álbum al llegar la primavera del 2011 aún no había sido puesto en libertad, pero habían sido confirmadas tres canciones, han sido grabadas y una de los cuales cuenta con Frank Ocean. En mayo de 2012 se informó de que Jay Z está trabajando en nueva música con el productor Jahlil Beats de Roc Nation. Al finalizar el 201 y comenzando el 2013, el álbum ha sido nombrado uno de los discos más esperados de 2013 por la revista Complex, MTV y la revista XXL. La producción vendrá de parte de Jahlil Beats, Rick Rubin, Swizz Beatz, Timbaland y Pharrell Williams.
Jay Z también hizo una aparición a principios del 2013 en el sencillo de Justin Timberlake "Suit & Tie" de su tercer álbum de estudio "The 20/20 Experience", la canción en sí fue producido tanto por Jay Z como por el amigo común de Timberlake y Jay, Timbaland. Durante el quinto partido de las Finales de la NBA de 2013, Carter anunció a través de un corto vídeo que su duodécimo e inesperado álbum de estudio se titularía Magna Carta... Holy Grial y sería puesto en libertad el 4 de julio de 2013.
Él ha estado en el estudio con varios artistas como Drake, Nas y Justin Timberlake trabajando en el álbum y en los álbumes individuales de cada uno de ellos. El álbum fue puesto a disposición para su descarga digital gratuita para los clientes de Samsung por la aplicación de JAY Z Magna Carta el 4 de julio de 2013, y puesto en libertad a la venta al por menor el 8 de julio de 2013, por Roc-A-Fella y Roc Nation. El álbum fue promovido a través de varios anuncios publicitarios presentados por Samsung y no fue precedido por ningún sencillo al por menor. Contó con las colaboraciones finales de Justin Timberlake, Nas, Rick Ross, Frank Ocean y Beyoncé Knowles. La producción del álbum fue manejado principalmente por Timbaland y Jerome "J- Roc" Harmon, incluyendo la participación de Boi- 1.ª, Mike WiLL Made It, Hit-Boy, Mike Dean, No ID, The-Dream, Swizz Beatz, Pharrell Williams entre otros.
Tras su lanzamiento físico en los Estados Unidos, el álbum fue certificado Platino por la RIAA por ventas de 1.000.000 copias, debido a la cantidad de descarga digital sin precedentes, con Samsung. Debutó en el número 1 del Billboard 200, vendiendo 528.000 copias en su primera semana, por lo que es el 13.er álbum de estudio consecutivo de Jay Z en encabezar las listas. Hasta el 5 de enero de 2014, el álbum ha vendido 1.104.000 copias en Estados Unidos. Los sencillos del álbum fueron "Holy Grail", con Justin Timberlake, "Tom Ford" y "Part II (On the Run)" junto a Beyoncé.
En diciembre de 2013, se anunció que Jay Z había recibido nueve (9) nominaciones en los Premios Grammy 2014, más que cualquier otro artista. Jay Z apareció como artista invitado en "Drunk In Love", primer sencillo del quinto álbum de estudio de su esposa Beyoncé; juntos interpretaron esta canción en la apertura de la 56.ª Entrega Anual de Premios Grammy en la cual Jay Z se llevó 2 Grammys teniendo un total de 19 gramófonos en su haber.

## Actividad en los negocios

### Entretenimiento y estilo de vida
Jay Z es copropietario de The 40/40 Club, un bar deportivo de categoría que comenzó en Nueva York y desde entonces se ha expandido a Atlantic City, Nueva Jersey. Futuros proyectos tendrán como meta establecer 40/40 Clubs en Los Ángeles, Las Vegas y Singapur. Roc-A-Fella también distribuye Armadale, un vodka escocés, en Estados Unidos.

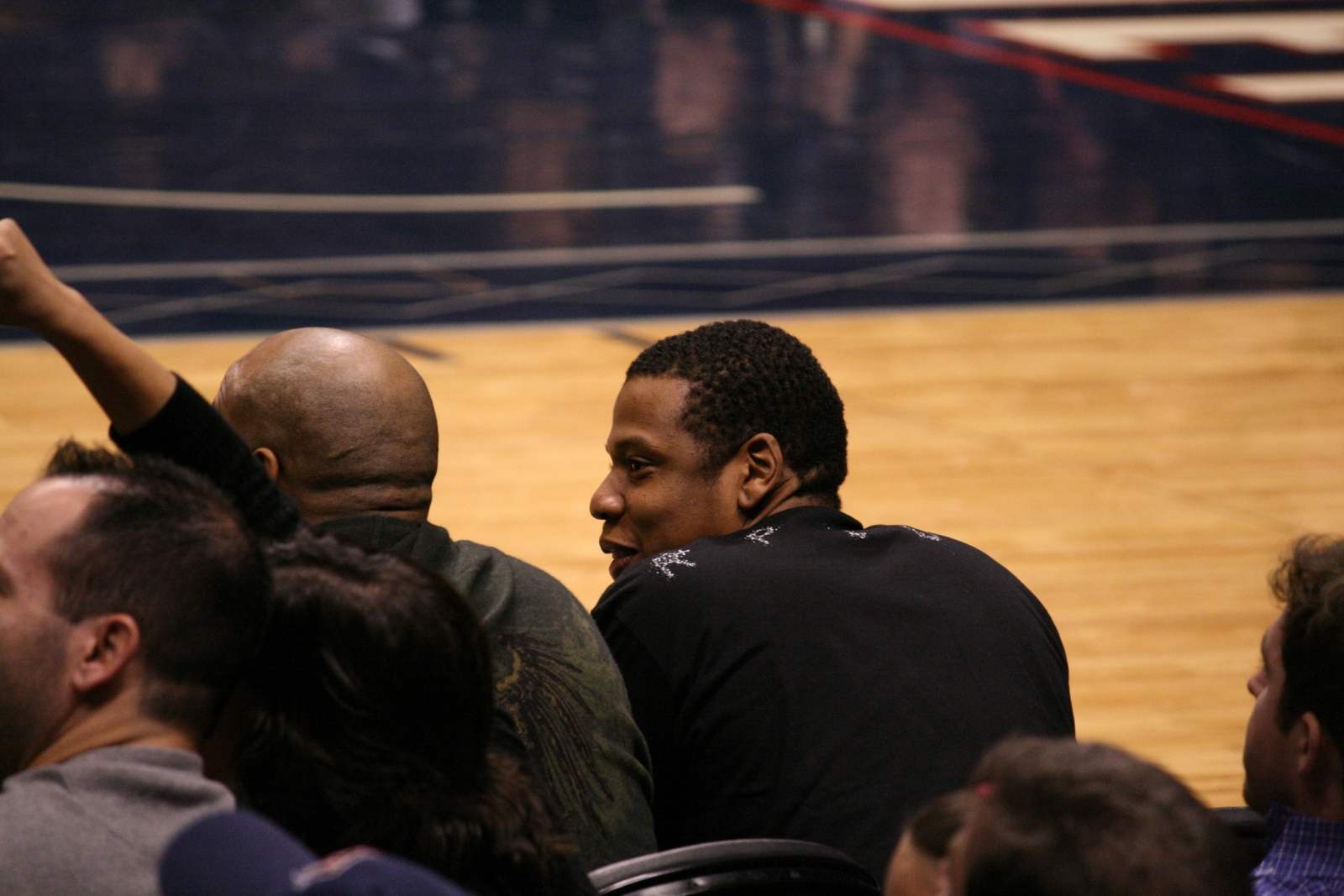
Jay Z en juego de los Nets.

El rapero posee así mismo parte de los Brooklyn Nets, franquicia de la NBA. En octubre de 2005, los medios de comunicación ingleses informaron de que estaba considerando hacerse con parte del Arsenal F.C., conjunto de fútbol inglés, pero que no pudo porque no tenía suficiente dinero en bolsa.
Jay también es dueño del portal web creado en 2011 bajo el nombre de Life + Times (expuesto anteriormente).
En el fondo, Jay Z es un empresario como sus amigos y magnates Russell Simmons, Dr. Dre y Sean "Diddy" Combs, quienes también obtienen beneficio de negocios como sellos discográficos y líneas de ropa. Además, recibió por parte de la revista GQ el premio al "Hombre Internacional del Año".
Es el fundador de la marca de ropa urbana Rocawear junto con Damon Dash. Rocawear tiene líneas de ropa y accesorios para hombres, mujeres y niños. La línea pasó a manos de Jay Z a principios de 2006, tras una discusión con la dirección. En marzo de 2007, Jay Z vendió los derechos de la marca Rocawear a Iconix Brand Group, por 204 millones de dólares. Jay Z mantendrá su participación en la compañía y continuará supervisando el desarrollo de marketing, licencias y productos. En 2005, Jay Z se convirtió en uno de los inversores en Carol's Daughter, línea de productos de belleza, incluyendo los productos para el cabello, la piel y las manos. En 2012 se convirtió en productor ejecutivo del videojuego de baloncesto NBA 2K13.
Jay Z desempeña el papel de codirector de la marca de Budweiser Select y colabora con la empresa en los programas estratégicos de marketing y desarrollo publicitario. En estos se brinda orientación sobre los programas de la marca y los anuncios que aparecen en la televisión, radio, prensa y eventos de alto perfil. Él también ha invertido en una empresa de desarrollo inmobiliario denominada J Hotels que recientemente adquirió un $66 millones a mitad de cuadra parcela en Chelsea, Nueva York. Jay Z y sus socios están contemplando la construcción de un hotel de alta gama o de un edificio de la galería de arte en el sitio recién adquirido, que tiene potencial para albergar alrededor de doce pisos.

### Roc-A-Fella Records
Jay Z fundó Roc-A-Fella Records con Damon Dash y Kareem "Biggs" Burke. Def Jam compró el 50% de la compañía en 1997 por 1.5 millones de dólares.
A finales de 2004, Jay Z, Dash y Biggs vendieron sus intereses restantes a Roc-A-Fella Records, y el sello fue conservado como parte de Island Def Jam. Poco después, Jay Z fue designado nuevo presidente y CEO de Def Jam Recordings por L.A. Reid, presidente de Island Def Jam. Debido a este hecho hubo problemas entre Jay Z y Damon Dash, declarando este último que "se le había retratado como "Osama bin Laden" y que los raperos estarían del lado de Jay y no del suyo". Dash actualmente dirige la recientemente fundada Dame Dash Music Group, como una empresa conjunta de Island Def Jam, que produce a antiguos artistas de Roc-A-Fella como Beanie Sigel.
Por su parte, Jay Z dejó Roc-A-Fella por una ruptura con Def Jam Records y firmó un contrato con Live Nation para la creación de su nuevo sello discográfico RocNation.

## Vida personal

### Cargos criminales
Jay Z fue acusado de apuñalar al productor ejecutivo Lance "Un" Riviera por supuesta piratería de su material de Vol. 3... Life and Times of S. Carter. Los incidentes ocurrieron por lo visto en la fiesta del lanzamiento del primer álbum de Q-Tip en el Kit Kat Klub, un club ahora inexistente en Times Square, Nueva York, el 9 de diciembre de 1999. Los socios de Jay Z fueron acusados de causar conmoción dentro del club, mientras que Jay Z supuestamente apuñalaba a Riviera.
Jay Z desde un principio negó el incidente y se declaró inocente cuando el jurado de acusación retornó el procesamiento. Jay Z y sus abogados afirmaron que no estuvo en ningún lugar cercano a Riviera durante el incidente aún habiendo testigos y estando la cinta de la cámara de seguridad del club como prueba del paradero del rapero durante el apuñalamiento. Sin embargo, se le acabó declarando culpable de un delito de grado menor por el que le condenaron a tres años de libertad condicional. El New York Post informó que Jay Z había pagado a Riviera 600.000 dólares en un acuerdo civil para que cesaran las acusaciones que estaban interfiriendo con sus planes.
Jay Z hace referencia al juicio y a los incidentes en las canciones Izzo (H.O.V.A.), de The Blueprint, Threat de The Black Album y Dear Summer, del 534 de Memphis Bleek (2005).

### Relación con Beyoncé

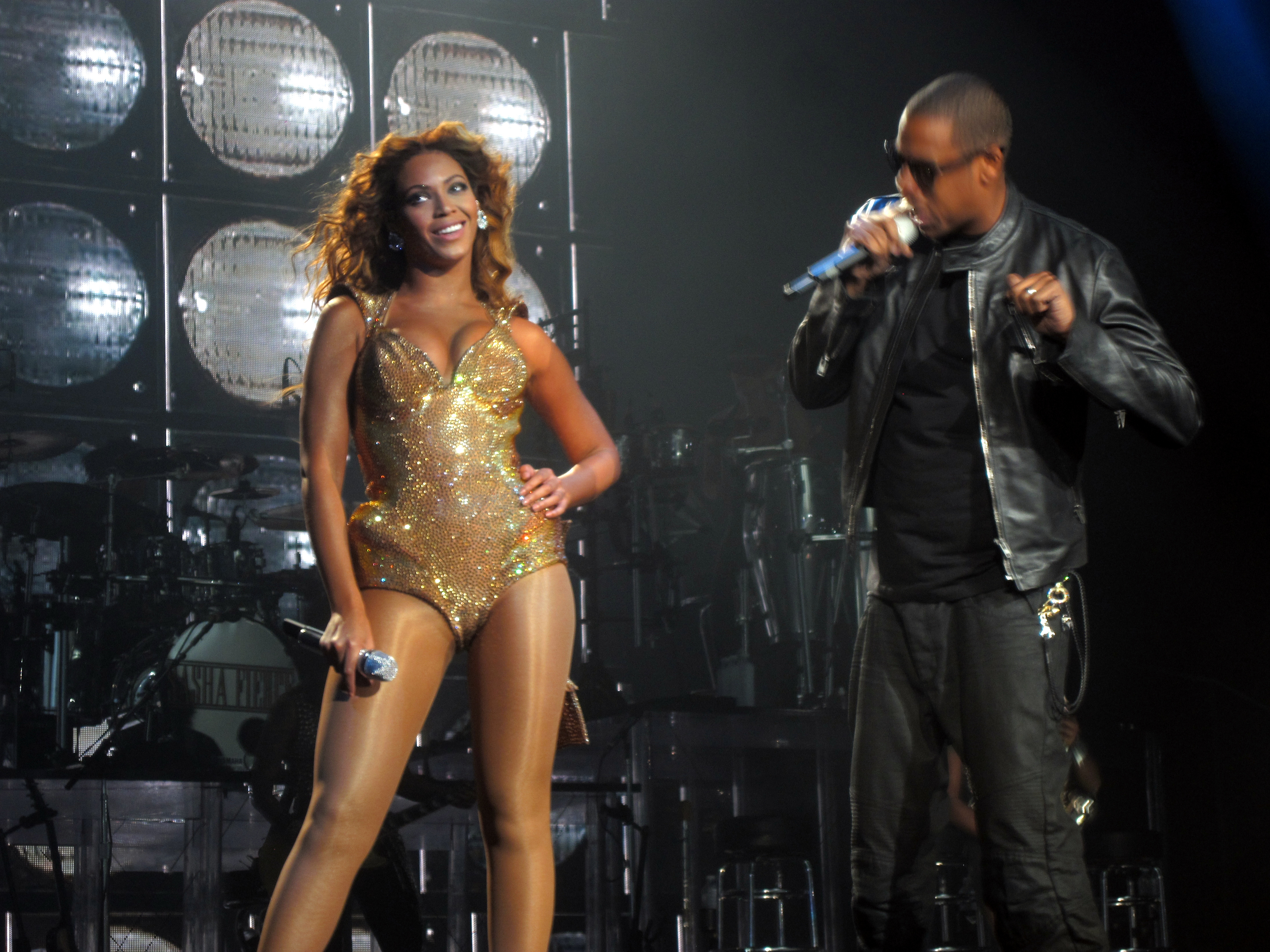
Jay Z y Beyoncé interpretando Crazy in Love el 15 de noviembre del 2009.

Apareció en el éxito Crazy In Love de Beyoncé. Colaboró con ella también en 2006 en el sencillo «Deja Vù». La pareja nunca ha hablado públicamente sobre su relación y Jay Z dijo en un artículo de People Magazine que «con nuestra relación no jugamos», y en 2004 declaró que pronto se casarían.
Antes de su relación amorosa, probablemente tuvieron un tipo de relación más amistosa. En 1999, Jay Z dirigió el video del sencillo I Got That de Amil, en el que aparecía Beyoncé. Las Destiny's Child también aparecen en el video de H To The Izzo.
El 4 de abril de 2008 contrajeron matrimonio en París, Francia, en una ceremonia con algunos familiares y amigos íntimos de la pareja como asistentes, tales como Gwyneth Paltrow, Chris Martin, Rihanna y Chris Brown. Para la ceremonia, los dos pensaron en hacer algo inusual, y se tatuaron un anillo, el cual será cubierto por las alianzas matrimoniales.
En el MTV Video Music Awards 2011, Beyoncé reveló que estaba embarazada de su primer bebé y lo celebró después de presentar en vivo Love On Top destapando su chaqueta y así dejando ver su ya crecido vientre. Por su lado él fue felicitado por Kanye West, Lady Gaga, Tony Bennett y otros colegas.
El 7 de enero de 2012, su hija, llamada Blue Ivy Carter, nació en el Hospital Lenox Hill de Nueva York. El 9 de enero de 2012, Jay Z lanzó Glory, una canción dedicada a su hija, a través de su página web LifeandTimes.com, que detalla el embarazo de la pareja y las consiguientes luchas, incluyendo un aborto espontáneo sufrido antes de que Knowles quedara embarazada de su hija. El primer llanto de Blue fue incluido al final de la canción y fue acreditada oficialmente en la canción como «BIC». A los 2 días del nacimiento se convirtió en la persona más joven en aparecer en una lista de Billboard, cuando Glory, debutó en la lista Hot R&B/Hip-Hop Songs en el número 74.
El 2 de febrero de 2017, Beyoncé reveló que estaba embarazada de mellizos a través de su cuenta oficial de Instagram. Sir y Rumi Carter nacieron el 13 de junio de ese año.
Artísticamente, la pareja ha grabado una serie de temas juntos:
- 2002 '03 Bonnie & Clyde
- 2003 Crazy In Love
- 2003 That's How You Like It
- 2006 Déjà Vu
- 2006 Hollywood
- 2006 Upgrade U'
- 2011 Lift Off con Kanye West
- 2013 Part II (On The Run)
- 2013 Drunk In Love
- 2017 Family Feud
- 2019 MOOD 4 EVA

### Veganismo
Es vegano desde principios de 2015, al igual que su esposa, y ambos han puesto en marcha un servicio de comida vegana a domicilio.

### Huella de carbono
Jay-Z ha sido criticado por su enorme huella de carbono. En una revisión de 2022 de los registros de vuelos de aviones privados, el nombre de Jay-Z apareció en una lista de 10 "Celebridades con las peores emisiones de CO2 de aviones privados" junto con Taylor Swift, Floyd Mayweather, A-Rod, Blake Shelton, Steven Spielberg, Kim Kardashian, Mark Wahlberg, Oprah Winfrey y Travis Scott. Entre principios de enero y finales de julio de 2022, sus vuelos en jet privado emitieron 6981 toneladas de emisiones, lo que representa 997 veces el total de emisiones anuales de una persona promedio.

## Discografía
| Año  | Álbum                                        | Discográfica                                |
| ---- | -------------------------------------------- | ------------------------------------------- |
| 1996 | Reasonable Doubt                             | Roc-A-Fella, Priority Records, Universal    |
| 1997 | In My Lifetime, Vol. 1                       | Roc-A-Fella, Def Jam, Universal             |
| 1998 | Vol. 2... Hard Knock Life                    | Roc-A-Fella, Def Jam, Universal             |
| 1999 | Vol. 3... Life and Times of S. Carter        | Roc-A-Fella, Def Jam, Universal             |
| 2000 | The Dynasty: Roc La Familia                  | Roc-A-Fella, Def Jam, Universal             |
| 2001 | The Blueprint                                | Roc-A-Fella, Def Jam, Universal             |
| 2002 | The Blueprint2: The Gift & The Curse         | Roc-A-Fella, Def Jam, Universal             |
| 2002 | The Best of Both Worlds (a dúo con R. Kelly) | Roc-A-Fella, Def Jam, Universal             |
| 2003 | The Black Album                              | Roc-A-Fella, Def Jam, Universal             |
| 2004 | Unfinished Business (a dúo con R. Kelly)     | Roc-A-Fella, Def Jam, Universal             |
| 2004 | Collision Course (a dúo con Linkin Park)     | Roc-A-Fella, Def Jam, Universal             |
| 2006 | Kingdom Come                                 | Roc-A-Fella, Def Jam, Universal             |
| 2007 | American Gangster                            | Roc-A-Fella, Def Jam, Universal             |
| 2009 | The Blueprint 3                              | Roc Nation, Atlantic                        |
| 2011 | Watch The Throne (a dúo con Kanye West)      | Roc-A-Fella, Roc Nation, Universal, Def Jam |
| 2013 | Magna Carta... Holy Grail                    | Roc-A-Fella, Roc Nation, Universal          |
| 2017 | 4:44                                         | S. Carter Records                           |

## Sencillos
| Año  | Canción                                               | EE. UU. Hot 100 | EE. UU. R&B | EE. UU. Rap | R.U. singles | Álbum                                 |
| ---- | ----------------------------------------------------- | --------------- | ----------- | ----------- | ------------ | ------------------------------------- |
| 1996 | Dead Presidents                                       | 73              | 35          | 7           | 30           | Reasonable Doubt                      |
| 1996 | Ain't No Nigga                                        | 50              | 17          | 4           | 31           | Reasonable Doubt                      |
| 1996 | Can't Knock The Hustle                                | 73              | 35          | 7           | 33           | Reasonable Doubt                      |
| 1996 | Feelin' It                                            | 36              | 21          | 5           | 48           | Reasonable Doubt                      |
| 1997 | Who You Wit II                                        | 84              | 25          | 18          | 65           | In My Lifetime, Vol. 1                |
| 1997 | (Always Be My) Sunshine (con Foxy Brown y Babyface)   | 95              | 37          | 16          | 25           | In My Lifetime, Vol. 1                |
| 1997 | The City Is Mine (con Blackstreet)                    | 52              | 37          | 14          | 38           | In My Lifetime, Vol. 1                |
| 1997 | Wishing On A Star                                     | -               | -           | -           | 13           | In My Lifetime, Vol. 1                |
| 1998 | Hard Knock Life (Ghetto Anthem)                       | 10              | 15          | 2           | 2            | Vol. 2: Hard Knock Life               |
| 1998 | Jigga What, Jigga Who                                 | 84              | 23          | 19          | -            | Vol. 2: Hard Knock Life               |
| 1998 | Money, Cash, Hoes (con DMX)                           | 116             | 39          | 19          | -            | Vol. 2: Hard Knock Life               |
| 1998 | Can I Get A                                           | 19              | 16          | 22          | 24           | Vol. 2: Hard Knock Life               |
| 1999 | Anything                                              | 55              | 19          | 9           | 29           | Vol. 3: Life and Times of S. Carter   |
| 1999 | Big Pimpin (con UGK)                                  | 18              | 6           | 9           | 29           | Vol. 3: Life and Times of S. Carter   |
| 1999 | Do It Again (Put Ya Hands Up) (con Beanie Sigel)      | 65              | 17          | 9           | -            | Vol. 3: Life and Times of S. Carter   |
| 1999 | Jigga My Nigga                                        | 28              | 6           | 1           | -            | Vol. 3: Life and Times of S. Carter   |
| 1999 | Girls Best Friend                                     | 52              | 19          | -           | -            | Vol. 3: Life and Times of S. Carter   |
| 2000 | I Just Wanna Love U (Give It 2 Me) (con Pharrell)     | 11              | 1           | 4           | 7            | The Dynasty: Roc La Familia           |
| 2000 | Change To The Game (con Beanie Sigel y Memphis Bleek) | 86              | 29          | 6           | -            | The Dynasty: Roc La Familia           |
| 2000 | Guilty Until Proven Innocent (con R. Kelly)           | 82              | 29          | 12          | -            | The Dynasty: Roc La Familia           |
| 2001 | Izzo (H.O.V.A.)                                       | 8               | 4           | 7           | 21           | The Blueprint                         |
| 2001 | Girls, Gilrs, Girls                                   | 17              | 4           | 9           | 11           | The Blueprint                         |
| 2001 | Jigga That Nigga                                      | 66              | 26          | 7           | -            | The Blueprint                         |
| 2001 | Song Cry                                              | -               | 45          | 23          | -            | The Blueprint                         |
| 2002 | 03 Bonnie & Clyde (con Beyoncé)                       | 84              | 5           | 2           | 2            | The Blueprint 2: The Gift & the Curse |
| 2002 | Excuse Me Miss (con Pharrell)                         | 8               | 1           | 2           | 17           | The Blueprint 2: The Gift & the Curse |
| 2002 | Hovi Baby                                             | -               | 46          | 56          | 17           | The Blueprint 2: The Gift & the Curse |
| 2003 | Change Clothes (con Pharrell)                         | 10              | -           | 4           | 32           | The Black Album                       |
| 2003 | Dirt Off You Shoulder                                 | 5               | 3           | 2           | 12           | The Black Album                       |
| 2003 | Encore                                                | 106             | 32          | 26          | -            | The Black Album                       |
| 2003 | What More Can I Say?                                  | -               | -           | 24          | -            | The Black Album                       |
| 2003 | 99 Problems                                           | 30              | 26          | 10          | 12           | The Black Album                       |
| 2006 | Show Me What You Got                                  | 8               | 3           | 4           | 32           | Kingdom Come                          |
| 2006 | Lost One                                              | 58              | 19          | 10          | -            | Kingdom Come                          |
| 2006 | 30 Something                                          | 107             | 21          | 17          | -            | Kingdom Come                          |
| 2006 | Hollywood (con Beyoncé)                               | 47              | 30          | 30          | 59           | Kingdom Come                          |
| 2007 | Blue Magic (con Pharrell)                             | 55              | 31          | 17          | 3            | American Gangster                     |
| 2007 | Roc Boys (And The Winner Is)...                       | 63              | 15          | 8           | -            | American Gangster                     |
| 2007 | I Know (con Pharrell)                                 |                 | 40          | 21          | -            | American Gangster                     |
| 2008 | Jockin' Jay-Z (Dopeboy Fresh)                         | -               | 51          | 18          | -            | The Blueprint 3                       |
| 2009 | D.O.A. (Death of Auto-Tune)                           | 24              | 43          | 15          | 79           | The Blueprint 3                       |
| 2009 | Run This Town (con Kanye West y Rihanna)              | 2               | 3           | 1           |              | The Blueprint 3                       |
| 2009 | Empire State of Mind (con Alicia Keys)                | 1               | 1           | 1           | 2            | The Blueprint 3                       |
| 2009 | On To The Next One (con Swizz Beatz)                  | 37              | 9           | 5           | 38           | The Blueprint 3                       |
| 2010 | Young Forever (con Mr Hudson)                         | 10              | 86          | 10          | 16           | The Blueprint 3                       |
| 2010 | A Star Is Born (con J. Cole)                          | -               | 91          | -           | -            | The Blueprint 3                       |
| 2011 | H•A•M                                                 | 23              | 24          | 14          | 30           | Watch The Throne                      |
| 2011 | Otis (con la voz de Otis Redding)                     | 12              | 2           | 2           | 28           | Watch The Throne                      |
| 2011 | Lift Off (con Beyoncé)                                | 21              | 35          | 27          | 48           | Watch The Throne                      |
| 2011 | Niggas In Paris                                       | 5               | 1           | 1           |              | Watch The Throne                      |
| 2011 | Why I Love You (con Mr Hudson)                        | -               | -           | -           | 87           | Watch The Throne                      |
| 2011 | Gotta Have It                                         | 69              | 14          | 13          | -            | Watch The Throne                      |
| 2012 | No Chruch In The Wild (con Frank Ocean)               | 72              | 31          | 20          | 37           | Watch The Throne                      |
| 2012 | Clique (con Kanye West y Big Sean)                    | 12              | 2           | 3           | 22           | Cruel Summer                          |
| 2013 | Holy Grail (con Justin Timberlake)                    | 4               | 2           | 1           | 7            | Magna Carta... Holy Grail             |
| 2013 | Tom Ford                                              | 39              | 11          | 8           | 164          | Magna Carta... Holy Grail             |
| 2013 | Part II (On The Run) (con Beyoncé)                    | 81              | 29          | 15          | 93           | Magna Carta... Holy Grail             |

## Historial en los Grammys
Jay Z es el rapero con más Grammys ganados, con 23 gramófonos
| Año  | Nominado por                                                      | Premio                                        | Resultado |
| ---- | ----------------------------------------------------------------- | --------------------------------------------- | --------- |
| 1999 | Hard Knock Life (Ghetto Anthem)                                   | Mejor actuación de rap en solitario           | Nominado  |
| 1999 | Money Ain't a Thang (con Jermaine Dupri)                          | Mejor actuación de rap en dúo o grupo         | Nominado  |
| 1999 | Vol. 2... Hard Knock Life                                         | Mejor álbum de rap                            | Ganador   |
| 2001 | Vol. 3... Life and Times of S. Carter                             | Mejor álbum de rap                            | Nominado  |
| 2001 | Big Pimpin' (con UGK)                                             | Mejor actuación de rap en dúo o grupo         | Nominado  |
| 2002 | Change the Game (con Memphis Bleek y Beanie Sigel)                | Mejor actuación de rap en dúo o grupo         | Nominado  |
| 2002 | The Blueprint                                                     | Mejor disco de rap                            | Nominado  |
| 2002 | Izzo (H.O.V.A.)                                                   | Mejor actuación de rap en solitario           | Nominado  |
| 2003 | Song Cry                                                          | Mejor actuación masculina de rap en solitario | Nominado  |
| 2004 | Crazy in Love (con Beyoncé)                                       | Grabación del año                             | Nominado  |
| 2004 | Crazy in Love (con Beyoncé)                                       | Mejor colaboración rap/velada                 | Ganador   |
| 2004 | Crazy in Love (con Beyoncé)                                       | Mejor canción R&B                             | Ganador   |
| 2004 | Frontin' (con Pharrell)                                           | Mejor colaboración rap/velada                 | Nominado  |
| 2004 | Excuse Me Miss (con Pharrell)                                     | Mejor canción de rap                          | Nominado  |
| 2004 | The Blueprint²: The Gift & The Curse                              | Mejor disco de rap                            | Nominado  |
| 2005 | The Black Album                                                   | Mejor disco de rap                            | Nominado  |
| 2005 | 99 Problems                                                       | Mejor actuación de rap en solitario           | Ganador   |
| 2005 | 99 Problems                                                       | Mejor canción de rap                          | Nominado  |
| 2006 | Numb/Encore (con Linkin Park)                                     | Mejor colaboración rap/velada                 | Ganador   |
| 2007 | Déjà Vu (con Beyoncé)                                             | Mejor canción R&B                             | Nominado  |
| 2007 | Déjà Vu (con Beyoncé)                                             | Mejor colaboración rap/velada                 | Nominado  |
| 2008 | Show Me What You Got                                              | Mejor actuación de rap en solitario           | Nominado  |
| 2008 | Umbrella (con Rihanna)                                            | Mejor colaboración rap/velada                 | Ganador   |
| 2008 | Umbrella (con Rihanna)                                            | Canción del año                               | Nominado  |
| 2008 | Umbrella (con Rihanna)                                            | Tema del año                                  | Nominado  |
| 2008 | Kingdom Come                                                      | Mejor disco de rap                            | Nominado  |
| 2009 | American Gangster                                                 | Mejor disco de rap                            | Nominado  |
| 2009 | Roc Boys (And the Winner Is)...                                   | Mejor actuación de rap en solitario           | Nominado  |
| 2009 | Swagga Like Us (con T.I., Kanye West y Lil Wayne)                 | Mejor canción de rap                          | Nominado  |
| 2009 | Swagga Like Us (con T.I., Kanye West y Lil Wayne)                 | Mejor actuación de rap en dúo o grupo         | Ganador   |
| 2009 | Mr. Carter (con Lil Wayne)                                        | Mejor actuación de rap en dúo o grupo         | Nominado  |
| 2010 | Money Goes, Honey Stay (When the Money Goes Remix) (con Fabolous) | Mejor actuación de rap en dúo o grupo         | Nominado  |
| 2010 | D.O.A. (Death of Auto-Tune)                                       | Mejor canción de rap                          | Nominado  |
| 2010 | Run This Town (con Rihanna y Kanye West)                          | Mejor canción de rap                          | Ganador   |
| 2010 | D.O.A. (Death of Auto-Tune)                                       | Mejor actuación de rap en solitario           | Ganador   |
| 2010 | Run This Town (con Rihanna y Kanye West                           | Mejor colaboración rap/velada                 | Ganador   |
| 2011 | Empire State of Mind (con Alicia Keys)                            | Mejor colaboración rap/velada                 | Ganador   |
| 2011 | Empire State of Mind (con Alicia Keys)                            | Tema del año                                  | Nominado  |
| 2011 | Empire State of Mind (con Alicia Keys)                            | Mejor canción de rap                          | Ganador   |
| 2011 | On to the Next One (con Swizz Beatz)                              | Mejor canción de rap                          | Nominado  |
| 2011 | On to the Next One (con Swizz Beatz)                              | Mejor canción de rap en dúo o grupo           | Ganador   |
| 2011 | The Blueprint 3                                                   | Mejor disco de rap                            | Nominado  |
| 2012 | Watch The Throne (con Kanye West)                                 | Mejor disco de rap                            | Nominado  |
| 2012 | Otis (con Kanye West)                                             | Mejor canción de rap                          | Nominado  |
| 2012 | Otis (con Kanye West)                                             | Mejor actuación de rap                        | Ganador   |

## Filmografía
- Streets Is Watching (1998)
- Hard Knock Life (2000)
- State Property (2002)
- Chapter One (2002)
- Paper Soldiers (2002)
- Blueprint 2.1 (2003)
- Fade To Black (2004)
- Diary Of Jay-Z: Water For Life (2006)
- Sing 2 (Crocodile) (2021)

## Giras Musicales
- Legends of the Summer con Justin Timberlake
- Magna Carter World Tour
- On the Run Tour
- On the Run II Tour
- U2 360° Tour